# Ruzil' Ramilevič Minekaev
Ruzil' Ramilevič Minekaev (in russo Рузиль Рамилевич Минекаев?; in tataro Рузил Рамил улы Миңнекәев, Ruzil Ramil ulı Miñnekäev; Nurlat, 20 maggio 1999) è un attore russo.

## Biografia
Minekaev è nato e cresciuto a Nurlat, nella Repubblica del Tatarstan; ha anche una sorella gemella, Ruzilja, e ha frequentato una scuola di musica fino all'età di 13 anni, dove ha studiato voce accademica e pianoforte. Ha poi abbandonato tali studi per lanciarsi nel mondo del teatro, studiando presso il Kazanskoe teatral'noe učilišče.
Ruzil' Minekaev ha fatto il suo esordio nel mondo cinematografico negli anni venti nelle serie TV Uličnoe pravosudie (2020-21), Smyčok (2022) e Naparniki (2022). Si è fatto conoscere per aver interpretato il personaggio di Marat Suvorov nella serie di successo Slovo pacana. Krov' na asfal'te (2024), ruolo per cui ha ricevuto il premio APKiT al miglior attore in una serie TV.
Nei primi mesi del 2025 è uscita la serie Podslušano v Rybinske, in cui Minekaev interpreta Širmik.

## Filmografia
- Uličnoe pravosudie – serie TV (2020-21), 11 episodi – Gnom
- Smyčok – serie TV (2022), 8 episodi – Maks
- Naparniki – serie TV (2022), 20 episodi – Kostja
- Slovo pacana. Krov' na asfal'te – serie TV (2023), 8 episodi – Marat Suvorov
- Ëlki 11 (2024), regia di Aleksandr Karpilovskij, Aleksandr Kott, Sergej Trofimov ed Egor Čickanov
- Podslušano v Rybinske – serie TV (2025), 8 episodi – Širmik

## Riconoscimenti
- Premija APKiT
  - 2024 – Miglior attore in una serie TV per Marat Suvorov in Slovo pacana. Krov' na asfal'te[3]